# カール・フェルスター
カール・フォン・フェルスター（Karl Von Foerster、1874年-1970年）
ドイツの養樹園主、植物育種家、作家。造園家。
ドイツの気候、環境に適した耐寒性の下記植物を研究。
1912年にポツダムのボルニム（Bornim）で自邸の庭を作庭した庭園は、建築と自然主義庭園のスタイルとそのサンクンガーデンとのその組み合わせのために有名であり、ボルニム様式と謳われた。今日庭はフェルスターの娘マリアンヌによって管理され、UNSECO世界遺産のポツダム・サンスーシの一部となっており、庭自体も国の文化財に指定されている。 
1903年に故郷に戻ってすべての道を開始して、他の人とは異なる方法で植物を研究。 頑丈に多年生植物を望み、良い密集を見て、エレガントで力強い花のスパイクを持つ植物を育成。 彼の初期の作品は、デルフィニウムというむしろ非細い花のスパイクであったが、草はすぐに好んで使われるようになった。今日では、いくつかの庭園には、自分の名のついたノガリヤスX acutifloraが普及している。 